# 12 cm Kanone M. 80
Il 12 cm Kanone M. 80 era un cannone da fortezza e da assedio austro-ungarico, largamente impiegato durante la prima guerra mondiale.

## Storia
Questa arma faceva parte della famiglia M. 80 insieme al 15 cm Kanone M. 80 calibro 150 mm ed al 18 cm kurze Kanone M. 80, un obice da 180 mm. Le tre bocche da fuoco furono adottate nel 1880 in sostituzione dei pezzi del tipo M. 61. Immesse in servizio l'anno successivo, erano montate sullo stesso affusto ed impiegavano lo stesso sistema di chiusura. Erano armi con una ridotta mobilità, concepite secondo la dottrina ottocentesca per l'impiego statico da fortezza e per l'artiglieria da assedio.
Come tutti gli eserciti europei, anche quello austro-ungarico entrò nella Grande Guerra con un parco di artiglieria per la maggior parte obsoleto. Il pezzo da 12 cm risultava ormai inadatto per il suo ruolo, sia per l'assenza di sistemi di assorbimento di rinculo che per l'inefficacia contro le moderne fortificazioni in calcestruzzo. Grazie però alla leggerezza del pezzo ed alla buona gittata, il 12 cm Kanone M. 80 venne impiegato come cannone campale pesante, rimanendo per i primi due anni il pezzo da campagna più potente. In tutto la Festungsartillerie (artiglieria d'assedio) schierava alla mobilitazione 18 batterie da 12 cm. Si provvide poi nel corso della guerra a prelevare altri pezzi da 12 cm e da 15 cm dalle fortezze per impiegarle nel nuovo ruolo.

## Tecnica
La canna era in bronzo sottoposto ad autoforzamento, pesava 1 700 kg ed era lunga 3 200 mm. L'otturatore era a cuneo orizzontale. Le munizioni erano a cartoccio-proietto. L'affusto a ruote di tipo rigido, comune per le tre armi della famiglia, era in ferro; il traino animale a tre pariglie si effettuava agganciando il pezzo ad un avantreno e spostando con un argano la canna dalle orecchioniere a due supporti posti a metà della coda dell'affusto, spostando così indietro il baricentro, tra la sala dell'affusto e quella dell'avantreno. L'elevazione era ottenuta agendo su un vitone sotto la culatta. Il pezzo, essendo progettato inizialmente come arma da assedio e da piazza, doveva essere messo in batteria su di una piattaforma di travi e tavole, alla quale l'affusto era reso solidale da un freno di sparo idraulico collegato ad un perno centrato sulla piattaforma. Al momento dello sparo tutto il pezzo rinculava limitato dal freno e risalendo sui cunei posti dietro alle ruote; esaurita la corsa retrograda, i cunei facevano sì che il pezzo tornasse in batteria per gravità.